# Institut fondamental d'Afrique noire
Pour les articles homonymes, voir IFAN.
L'Institut fondamental d'Afrique noire (IFAN) est un institut de recherche basé à Dakar (Sénégal), qui a succédé en 1966 à l'Institut français d'Afrique noire, tout en conservant le même sigle.

## Historique

### Création

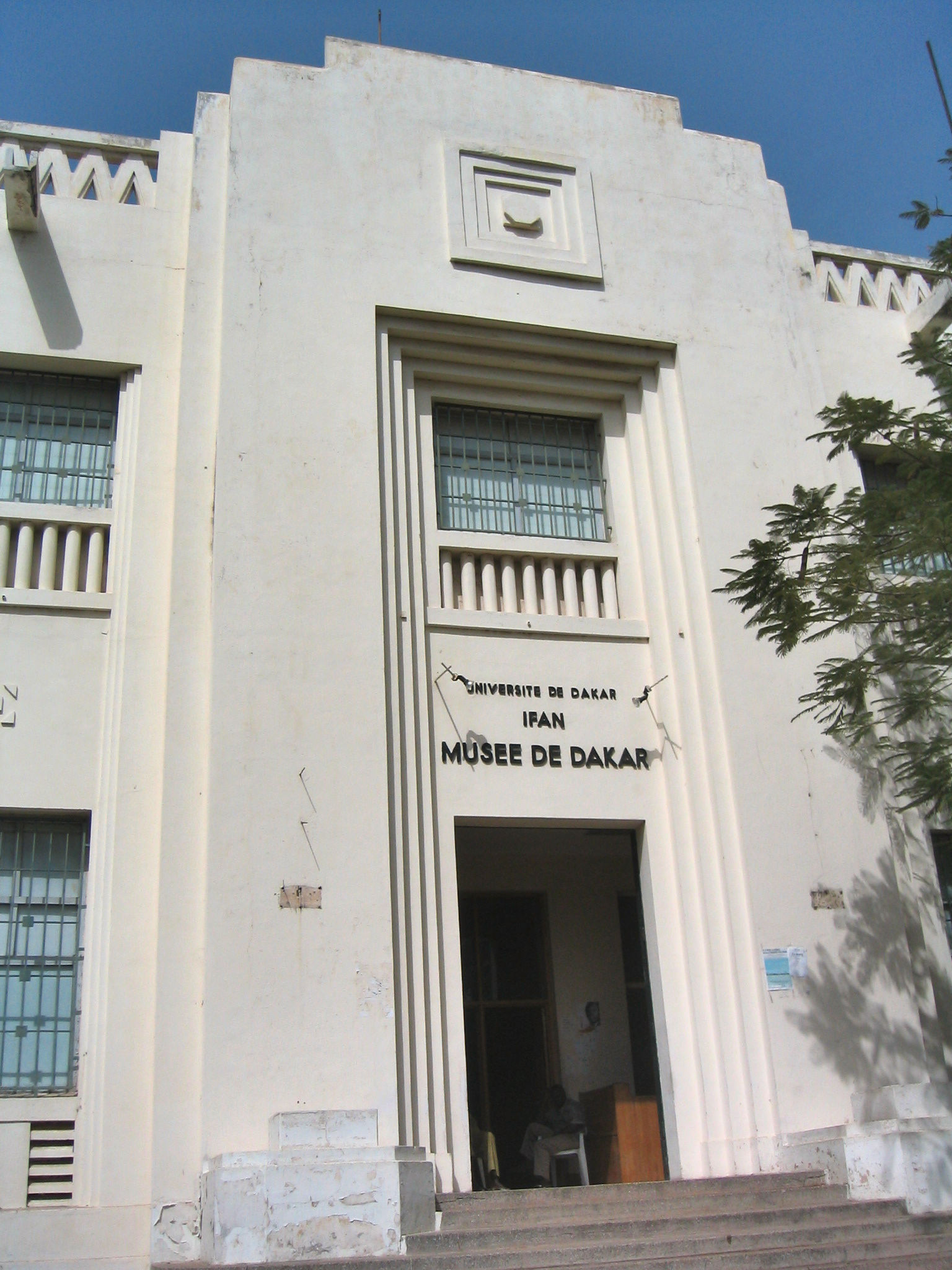
Le Musée Théodore-Monod d'art africain de l'IFAN

L'Institut français d'Afrique noire est créé en août 1936, par arrêté no 1945/E du gouverneur général de l'Afrique-Occidentale française (AOF), Jules Brévié. Le premier secrétaire général est Théodore Monod qui prend ses fonctions à Dakar à partir de juillet 1938.
Quand Théodore Monod est élu à l'Académie des sciences en 1963, il quitte l'IFAN. Directeur du département Islam de l'IFAN depuis 1959, Vincent Monteil, disciple de Louis Massignon, lui succède.

### Un institut de l'université Cheikh Anta Diop
Après l'indépendance des pays africains, l'IFAN est intégré, en 1963, à l'Université de Dakar. En 1966 il change de nom tout en conservant son sigle pour devenir l'Institut fondamental d'Afrique noire. En 1986, en hommage au professeur Cheikh Anta Diop récemment disparu, sa dénomination se transforme en Institut fondamental d'Afrique noire-Cheikh Anta Diop.
Depuis 1973, doté de la personnalité juridique et de l'autonomie financière, l'institut est l'un des onze établissements de l'UCAD, régi par la loi no 73-16 du 30 avril 1973 et par le décret no 84-1184 du 13 octobre 1984 portant organisation et fonctionnement de l’IFAN, modifié par le décret no 92-1618 du 23 novembre 1992 complétant le chapitre 1.

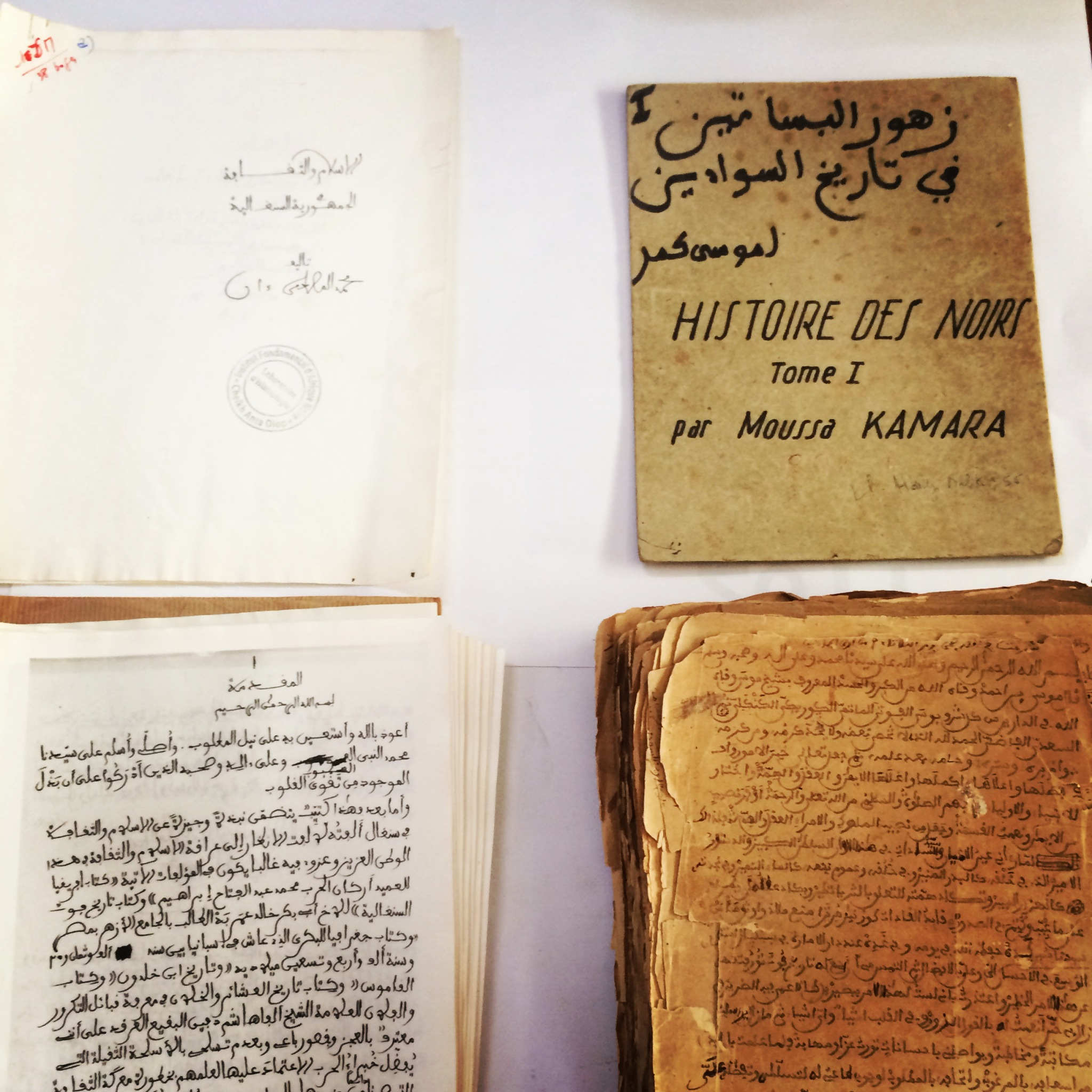
Fonds documentaire d'islamologie

Il comprend trois départements : Sciences naturelles, Sciences de l'homme et Géographie (département chargé de réaliser l'Atlas international de l'Afrique de l'Ouest). L'IFAN assure des publications scientifiques, un périodique, le Bulletin de l'IFAN, crée deux musées sur l'île de Gorée (le Musée de la Mer et le Musée historique), et organise des conférences réunissant tous les deux ou trois ans l'ensemble des chercheurs de l'Afrique occidentale.

## Organisation
Depuis 1936, les directeurs succèdent à de prestigieuses personnalités portées à la tête de l'Institut fondamental d’Afrique noire Cheikh Anta Diop.
Succession des directeurs
- 1938–1965 : Théodore Monod (naturaliste)
- 1965–1968 : Vincent-Mansour Monteil (islamologue)
- 1968–1971 : Pierre Fougeyrollas (philosophe)
- 1971–1986 : Amar Samb (premier directeur sénégalais ; islamologue)
- 1986–1995 : Abdoulaye Bara Diop (sociologue)
- 1996–2005 : Djibril Samb (historien de la Philosophie)
- 2005–2007 : Papa Ndiaye (biologiste ; chargé de recherche de biologie animale/reproduction des poissons à l'IFAN depuis 2000)
- 2007–2016 : Hamady Bocoum (archéologue)[2]
- 2017-2019 : Abdoulaye Touré
- depuis 2019 : Abdoulaye Baïla N’Diaye

## Le laboratoire de radiocarbone de l'Ifan-Cheikh Anta Diop
Le nombre de laboratoires de radiocarbone présent sur le continent africain, demeure faible.
En effet, l’un des plus anciens laboratoires de radiocarbone était basé en Rhodésie du Sud (actuel Zimbabwe) : The Gulbenkian Radiocarbon Dating Laboratory of Salisbury (Hararé). Par ailleurs, nous disposons actuellement en Afrique de l'Ouest d'un laboratoire de datation de carbone 14 au sein de l’Institut Fondamental d’Afrique Noire (IFAN), situé à l’Université Cheikh Anta Diop (UCAD) de Dakar, première Université du Sénégal.
L’IFAN regroupe actuellement six (6) départements, trois (3) musées et onze (11) laboratoires dont fait partie, le laboratoire de radiocarbone de l’IFAN-Cheikh Anta Diop. Ce laboratoire a été créé en 1966 sous l’impulsion du Professeur Cheikh Anta Diop avec l’appui, du secrétaire général de l’IFAN de l’époque Théodore Monod. Il avait pour vocations : l’utilisation de la faible radioactivité (grâce au carbone 14) à des fins d’études archéologiques, d’histoire et/ou de médecine. Sous la houlette du Professeur Cheikh Anta Diop des articles scientifiques étaient régulièrement publiés jusqu’en 1986, année de décès du professeur Cheikh Anta Diop. Cette période a coïncidé avec un oubli et un délabrement dudit laboratoire. Ce dernier est redevenu fonctionnel en 2003 après, une réhabilitation menée par les autorités étatiques. Cependant le laboratoire de radiocarbone de l'IFAN-CHEIKH ANTA DIOP demeure méconnu.